# Emma Shapplin
Crystêle Madeline Joliton (Savigny-le-Temple, 19 de mayo de 1974), conocida como Emma Shapplin, es una soprano francesa, autora y compositora que interpreta principalmente canciones del estilo denominado neoclassical electro pop y rock alternativo.

## Biografía
Emma Shapplin comenzó su carrera musical en la música clásica, para, posteriormente, pasarse, en brusco cambio, al heavy metal. «Algunos compañeros de clase estaban formando un grupo de rock y estaban buscando realmente un cantante masculino», recuerda Emma. «Querían alguien que pudiera gritar, así que les dije que yo podría hacerlo». Su oferta fue aceptada y durante dos años abandonó las escalas y los ejercicios operísticos. Fumó dos paquetes de cigarrillos al día para que su voz se volviera más áspera, grave y adecuada para el rock. Con 18 años, el cantante Jean-Patrick Capdevielle la convenció de volver a tomar lecciones de música clásica para mejorar su técnica de canto. Ella descubrió que aunque el rock le hubiera dado más libertad artística y un estilo de vida más libre y hedonista que la que le proporcionaba la música clásica, no se sintió artísticamente satisfecha y decidió crear su propio estilo, con una combinación de ópera arcaica, trance moderno y música tradicional escocesa y/o música pop. Shapplin y Capdevielle posteriormente trabajaron juntos en su primer lanzamiento, Carmine Meo.

## Álbumes y producciones

### Carmine Meo
Su primer álbum de estudio Carmine Meo representó su debut como artista profesional y vendió más de dos millones de copias en todo el mundo. Se convirtió en multiplatino muchas veces, permitiéndole presentar su trabajo en más de 25 países.
Yomanda (bajo Radical Records) hizo un remix de su primer sencillo en estilo Trance, alcanzando el número 1 en las listas, y se mantuvo entre los 10 primeros de Maxi Single durante todo un año.

### Colaboración con  el compositor Graeme Revell para la película Red Planet, y posterior álbum "Etterna"
Emma fue invitada por el conocido compositor de Hollywood Graeme Revell para cantar 3 canciones originales basadas en la poesía de Dante en sus composiciones para la película de Hollywood Red Planet, una banda sonora que compartió con Peter Gabriel, William Orbit y Sting.
Para su segundo álbum de estudio titulado Etterna, Emma firmó una licencia de contrato con Universal Music London, bajo el sello ARK 21 con Miles Copeland como mánager. El álbum fue escrito y compuesto en un 70% por la propia Emma y el 30% por el compositor Graeme Revell, con la Orquesta y el Coro de la Filarmónica de Londres. Fue grabado en Abbey Road Studios, en Londres.

### Macadam Flower
Su tercer álbum de estudio titulado Macadam Flower fue escrito, compuesto y producido por la propia Emma, un viaje delicado y poético en 3 idiomas: francés, inglés y antiguo italiano, que cuenta la historia de un personaje ficticio llamado Madalena Kean a través del electro-pop y música pop.
Este álbum se convirtió en oro en más de 10 países. Fue seguido por una gira internacional: Macadam Flower Tour, con canciones de su nuevo álbum y los clásicos de Emma., del cual más adelante se lanzó el DVD Macadam Flower Tour Live in Athens, que abarca sus diversas facetas, incluyendo electro-pop, rock, ópera y neoclásico.

### Dust of a Dandy
Emma lanzó su cuarto álbum de estudio llamado Dust of a Dandy escrito, compuesto y producido por Emma. Fue descrito como electro pop rock poético y oscuro, mostrando las capacidades vocales de Emma en diferentes géneros. Fue seguido por impresionantes espectáculos internacionales: The Dandy’s Tour.

### Clases magistrales con Madame Irina Bogocheva
Emma comenzó nuevos estudios de clases magistrales de ópera, más regularmente, en San Petersburgo, con Madame Irina Bogocheva, galardonada cantante de ópera, presidenta del Gran Jurado Internacional de Ópera, llevado a cabo en el Teatro de la Ópera Mariinsky en San Petersburgo.

### Venere
Veenere representa hasta la fecha, el último trabajo discográfico de Shapplin, siguiendo las raíces de Carmine Meo. Es un viaje neoclásico a través de laberintos de amor, íntegramente compuesto y producido por la misma Emma.  Ha colaborado Nicolas Liesnard en los arreglos de piano y contó con el coro les choures d'Opéra de France.

## Sobre Emma
En consecuencia a su estilo particular y carisma, Emma se ha presentado desde su debut en algunos de los lugares más increíbles del mundo, incluida la Acrópolis de Atenas, así como el estadio griego Olympia, el Gran Palacio del Kremlin en Moscú, la Esplanade Opera House en Singapur, 3 noches en el Caesarea Arena en Israel en 1999 y nuevamente en 2004, el Carré Theatre en Holanda, en un mausoleo romano cerca de Belgrado para 10 000 personas, en un concierto al aire libre en  un inmenso templo en Bali, en la costa tunecina de Hammamet, en Buenos Aires, en el Teatro Coliseo, cantó  para 7 000 espectadores en el estadio Luna Park de Argentina, en Mónaco, para un evento de patinaje sobre hielo organizado por el Príncipe Alberto, en un estadio. en Chihuahua para 25 000 personas y justo encima del circuito de carreras, para abrir la Fórmula 1 en Singapur, un concierto para la Expo Antalya en 2016, para la UNESCO 2016, ACNUR en Atenas, 300 aniversario del Palacio de la Zarina para el G8 en presencia del presidente Putin y 20 presidentes con sus primeras damas.
Emma realizó miles de presentaciones y charlas televisivas, en más de 20 países. Cantó para marcas comerciales, películas, series de televisión y muchas marcas prestigiosas en muchos países, como Mercedes Benz para CLS, Alrosa Diamonds, Kia, J'aime marca de diamantes, Ferrero Rocher, Carrera y Carrera Jewelry, la serie The Sopranos, HSBC para sus 10 mejores clientes en Singapur, Renault Vel Satis en Alemania, para Philips Plasma Aurora, con el cineasta Wong-Kar-Way, durante el foro económico mundial 2016 en Davos para promover el sitio arqueológico Göbekli Tepe para el grupo Dogus .

## Discografía

### Álbumes
- 1997 - Carmine Meo, Pendragon Records S.L. / EMI
  1. "De l'Abîme au Rivage"
  2. "Spente le Stelle"
  3. "Vedi, Maria"
  4. "Carmine Meo"
  5. "Cuor Senza Sangue"
  6. "Favola Breve"
  7. "Reprendo Mai Piú"
  8. "Une Ombre Dans le Ciel"
  9. "Lucifero, Quel Giorno"
  10. "Ira Di Dio"
  11. "Miserere, Venere"
  12. "À la Frontière du Rêve"
  13. "Falta tu Estrella"
  14. "Cuerpo sin Alma"

- 1999 - Discovering Yourself, Pendragon Records S.L. / EMI
  1. "Discovering Yourself"
  2. "Fera Ventura"
  3. "Dolce Veneno"
  4. "Cuerpo sin alma"(Remix)

- 2002 - Etterna, Ark 21 / Universal Music
  1. "Un Sospir' di Voi"
  2. "Aedeus"
  3. "Da Me Non Venni"
  4. "La Notte Etterna"
  5. "Leonora"
  6. "Céltica"
  7. "La Silente Riva"
  8. "Spesso, Sprofondo"
  9. "Mai Più Serena"
  10. "Nell' Aria Bruna"
  11. "Finale"
  12. "La Notte Etterna" (Remix)
  13. "La Noche Eterna" (La Notte Etterna versión español)
  14. "O Señal de Vos" (Un Sospir' di Voi versión español)

- 2003 - El Concierto en Caesarea, Pendragon Records S.L. / EMI
  1. "Vedi, Maria..."
  2. "Ira Di Dio"
  3. "Spente le Stelle"
  4. "Miserere, Venere..."
  5. "Cuor Senza Sangue"
  6. "Lucifero, Quel Giorno"
  7. "Spente le Stelle"
  8. "Alleluia"
  9. "Dolce Veneno"
  10. "Fera Ventura"
  11. "Discovering Yourself"

- 2009 - Macadam Flower, Nimue Music / Universal Music para Grecia / Sony Music para Latinoamérica, Rusia y Turquía.
  1. "Nothing Wrong"
  2. "The Hours On The Fields"
  3. "L’absolu"
  4. "Reptile"
  5. "Number 5"
  6. "White Sail"
  7. "My Soul"
  8. "Sur L’eau"
  9. "Number 9"
  10. "La Promenade De San"
  11. "Jealously Yours"
  12. "Aedeus Variations"

- 2014 - Dust of a dandy, Nimue Music, under exclusive license to Minos -- EMI SA.
  1. "Dust"
  2. "Wolfgate"
  3. "Mademoiselle San"
  4. "Blue Butterflies"
  5. "Exsilium"
  6. "Maddy's In Pain"
  7. "Black Bird"
  8. "The Lovers"
  9. "Touchable Sorrow"
  10. "Pie Jesue"
  11. "Dust (Long Version)"
- 2020 - Venere, Nimue Music/Dyris Inc.

1. " Ô Voi Che Per La Via D’Amor Passate"
2. "Addio Io Tremo"
3. L'Aurora Viene
4. Il Camino Mio
5. Silenzio
6. Incanti
7. Fiamme Dal Ciello
8. Signor Mirate
9. Nel' Amor S'E Mudo
10. Ogni Sera
11. Pie Jesu (Remix)
12. L'Absolu (Remix)

### Sencillos / Maxisencillos
- 1999 - Discovering Yourself, EMI
- 2000 - Opera Trance vol. 2, Radikal Records

### Colaboraciones
- 1998 - Vento (30 Volte Morandi, Gianni Morandi)
- 2000 - Inferno (Red Planet, BSO)
- 2000 - Fifth Heaven (Red Planet, BSO)
- 2000 - Canto XXX (Red Planet, BSO)
- 2003 - Spente Le Stelle (ACNUR CD, con Giórgos Ntaláras)
- 2003 - I'll Go (Atmósfera, Omega Vibes)
- 2008 - Coup De Theatre (Psiche, Paolo Conte)

## DVD
- 2003 - Etterna, Ark 21 / Universal Music
- 2003 - El Concierto en Caesarea, Pendragon Records S.L. / EMI
- 2011 - The Macadam Flower Tour - Concierto en Atenas